# 가비 아슈케나지

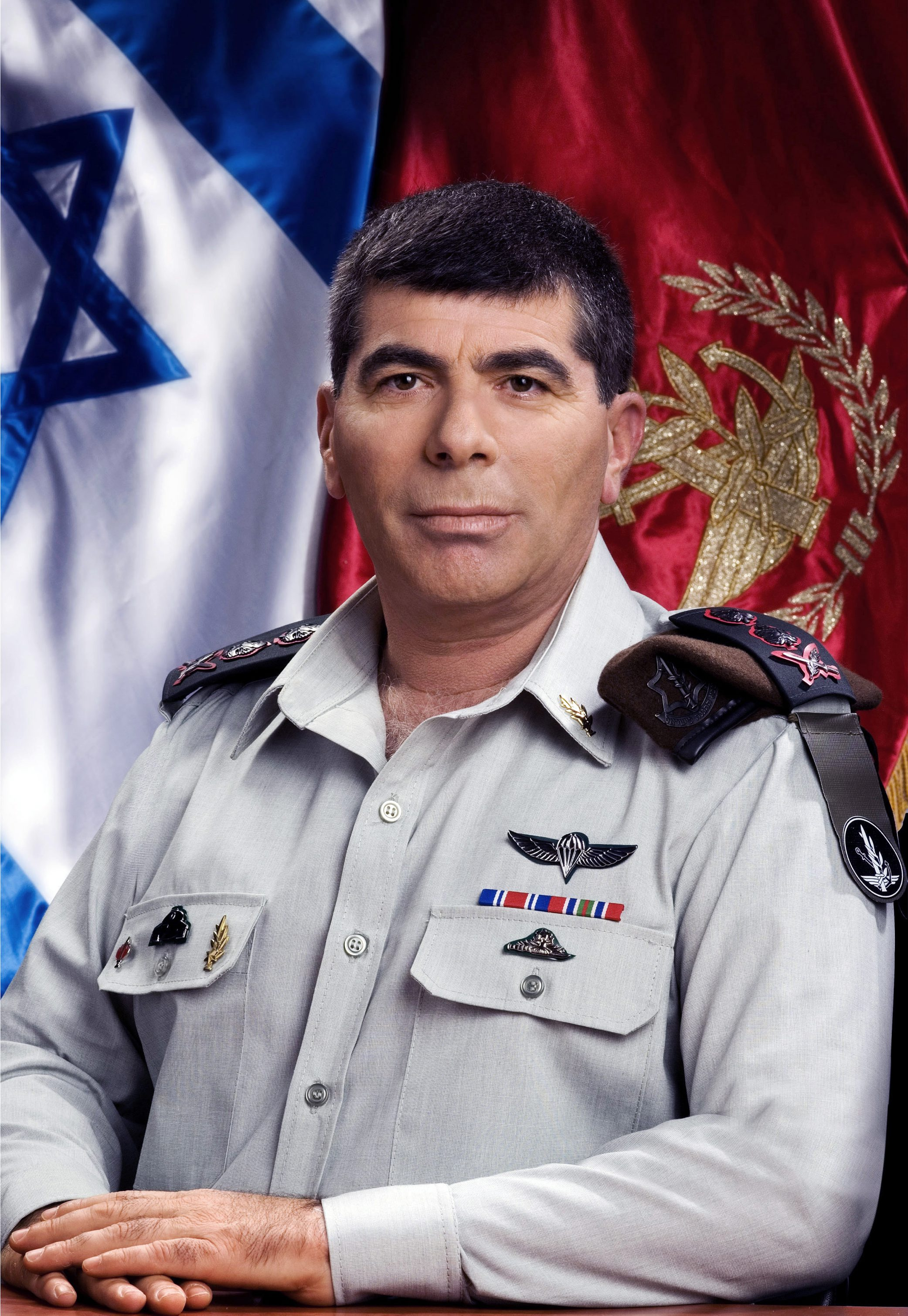
가비 아슈케나지

가비 아슈케나지 중장 (Gabi Ashkenazi, 1954년, 이스라엘 하고르 ~)는 이스라엘의 군인으로, 2007년부터 2011년까지 이스라엘 방위군의 참모총장 (Hebrew: רמטכ"ל Ramatkal) 이었다.
욤 키푸르 전쟁, 엔테베 작전 (Operation Entebbe), 리타니 작전 (Operation Litani), 1982년 레바논 전쟁, 1982년~2000년 남레바논 갈등, 제1차 인티파다 (First Intifada), 제2차 인티파다 (Second Intifada), 캐스트 리드 작전 (Operation Cast Lead) 에 참전하였으며, 2007년 이스라엘 방위군의 참모총장에 임명되었다.